# Brooks Wackerman

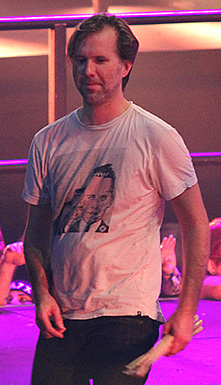
Brooks Wackerman (2017)

Brooks Wackerman (* 15. Februar 1977) ist ein US-amerikanischer Schlagzeuger. Bekannt ist er vor allem als Schlagzeuger der Punkband Bad Religion und ist aktuell Schlagzeuger der Metalband Avenged Sevenfold.

## Privates
Er ist der jüngere Bruder von Chad Wackerman und besuchte die Los Alamitos High School in Los Alamitos, Kalifornien. 1990 fing er mit dem Schlagzeugspielen an und war von 1991 bis 1995 in der Jazzband seiner Schule aktiv. Er lebt in Los Angeles, ist verheiratet und hat Familie.

## Karriere
Wackerman wurde 1991 Schlagzeuger in der von Steve Vai gegründeten Band Bad4Good. Nachdem diese das Album Refugee aufnahmen und hiermit keinen großen kommerziellen Erfolg hatten, löste sich die Band 1992 auf. Brooks spielte ab 1993 bei Infectious Grooves und nahm mit der Funk Metal-Band 1994 das Album Groove Family Cyco auf. Wackerman war bis zum Jahr 2000 Schlagzeuger der Band und spielte in diesem Jahr das vorerst letzte Album Mas Borracho ein. 1997 wurde Wackerman Schlagzeuger von Suicidal Tendencies. Mit Sänger Mike Muir hatte er bereits vorher in Infectious Grooves musiziert. 1998 brachte die Band die EP Six the Hard Way auf den Markt, 1999 folgte das Album Freedumb. Im Jahr 2000 folgte mit Free Your Soul And Save My Mind das bisher letzte Album der Band, die sich danach in eine Pause begab.
Zwischenzeitlich nahm Wackerman mit den Vandals ebenfalls im Jahr 2000 das Album Look What I Almost Stepped In… auf und fungierte als Ersatz für Josh Freese.
Seine Hauptband wurde 2001 Bad Religion. Mit Bad Religion spielte Wackerman fünf Studioalben (The Process of Belief, The Empire Strikes First, New Maps of Hell, The Dissent of Man und True North) ein und ist auf zwei Live-DVDs zu sehen. 2015 beendete er die Zusammenarbeit mit Bad Religion.
Brooks spielte 2004 für zwei Songs von Avril Lavignes Album Under My Skin („Nobody's Home“ und „Together“) das Schlagzeug ein. Ebenfalls zu hören ist er auf dem Album Untitled von Korn. Des Weiteren ist er seit 2003 Schlagzeuger von Kidneys und spielt seit 2007 bei The Innocent. Seit 2008 ist er Mitglied von Fear and the Nervous System, der Zweitband von Korn-Gitarrist James Shaffer.
Wackerman ist als Sänger in der 2003 gegründeten Band Hot Potty aktiv. Die Gruppe brachte im Jahr 2003 das Album One Step Closer to the Broadway heraus. Wackerman war 2006–2007 Schlagzeuger auf einer Tour von Tenacious D. Hier nahm er das Pseudonym „Colonel Sanders“ an. Im November 2015 gab die amerikanische Metalband Avenged Sevenfold bekannt, dass Wackerman den Platz hinter dem Schlagzeug einnimmt und so die Nachfolge des 2009 verstorbenen The Rev antritt. Wackerman spielte auf dem Festival Rock am Ring 2012 im Juni 2012 noch einmal mit Tenacious D. Außerdem war er auf der Europa-Tournee im Herbst 2012 bei Tenacious D am Schlagzeug vertreten. 2013 sprang er für Travis Barker bei blink-182s Australien-Tour ein, wo sie das Soundwave Festival und mehrere Sideshows spielten.

## Diskografie
- Bad4Good – Refugee (1992)

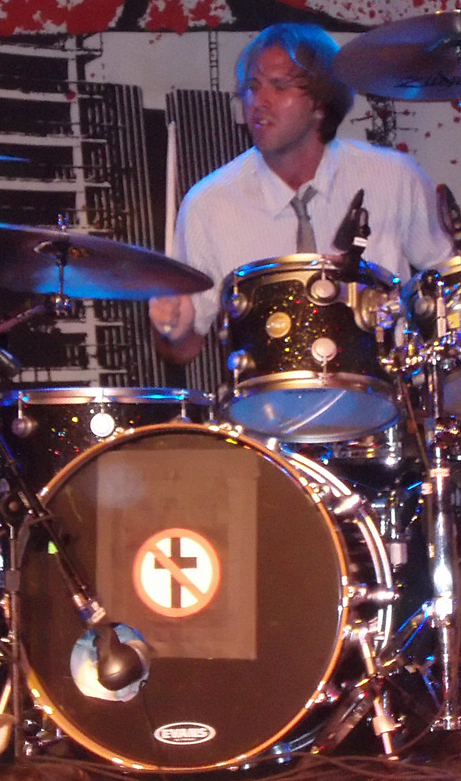
Brooks Wackerman (2007)

- Infectious Grooves – Groove Family Cyco (1994)
- Glenn Tipton - Baptizm of Fire (1997)
- Suicidal Tendencies – Six the Hard Way EP (1998)
- Suicidal Tendencies – Freedumb (1999)
- Mass Mental? – How to Write Love Songs (1999)
- Infectious Grooves – Mas Borracho (2000)
- Suicidal Tendencies – Free Your Soul And Save My Mind (2000)
- Vandals – Look What I Almost Stepped In… (2000)
- Bad Religion – The Process of Belief (2002)
- Hot Potty – One Step Closer To The Broadway (2003)
- Avril Lavigne – Under My Skin (2004)
- Bad Religion – The Empire Strikes First (2004)
- Bad Religion – New Maps of Hell (2007)
- Kidneys – Kidneys (2007)
- Korn – Untitled (2007)
- Bad Religion - The Dissent of Man (2010)
- Tom Delonge - To the Stars (2015)
- Avenged Sevenfold - The Stage (2016)
- Avenged Sevenfold - Life is but a dream... (2023)